# Bāsh Maḩalleh
Bāsh Maḩalleh (persiska: باش محلّه) är en ort i Iran.   Den ligger i provinsen Nordkhorasan, i den nordöstra delen av landet, 600 km öster om huvudstaden Teheran. Bāsh Maḩalleh ligger 1 885 meter över havet och antalet invånare är 661.
Terrängen runt Bāsh Maḩalleh är huvudsakligen kuperad, men åt sydost är den platt. Runt Bāsh Maḩalleh är det ganska glesbefolkat, med 38 invånare per kvadratkilometer. Närmaste större samhälle är Now Deh, 17,1 km väster om Bāsh Maḩalleh. Trakten runt Bāsh Maḩalleh består i huvudsak av gräsmarker.